# Evernight
Evernight es el título del cuarto álbum de estudio del grupo de metal finlandés Battlelore. El disco está compuesto de nueve canciones la versión normal en CD y once la versión digipack cover, todas influidas por el legendarium de J. R. R. Tolkien. La portada del disco muestra una lámina del artista Ted Nasmith retocada, titulada «Tol Brandir» y en la que se representa a la Compañía del Anillo bajando el río Anduin en dirección a los Argonath. Salió a la venta en 2007. 
En este álbum el sonido de la banda se volvió más oscuro y denso que en anteriores trabajos, sobre todo por el aporte de las guitarras. También se buscó un sonido más consistente, con menos variación entre los distintos temas, para presentar un trabajo más coherente.

## Formación
- Kaisa Jouhki: voz;
- Tomi Mykkänen: voz;
- Jussi Rautio: guitarra;
- Jyri Vahvanen: guitarra;
- Timo Honkanen: bajo;
- Henri Vahvanen: batería;
- Maria Honkanen: teclado.

## Lista de canciones
| N.º | Título                                                                    | Duración |  |
| 1.  | «House of Heroes»                                                         | 4:06     |  |
| 2.  | «Ocean's Elysium»                                                         | 4:16     |  |
| 3.  | «Summon the Wolves»                                                       | 4:34     |  |
| 4.  | «We Are the Legions»                                                      | 3:58     |  |
| 5.  | «Into the New World»                                                      | 6:32     |  |
| 6.  | «Longing Horizon»                                                         | 4:35     |  |
| 7.  | «Mask of Flies»                                                           | 4:51     |  |
| 8.  | «The Cloak and the Dagger»                                                | 4:35     |  |
| 9.  | «Beneath the Waves»                                                       | 5:23     |  |
| 10. | «Doom and Oblivion» (pista adicional en la versión digipack cover)        |          |  |
| 11. | «The Tale of the Downfall» (pista adicional en la versión digipack cover) |          |  |